# Calophyllum dongnaiense
Calophyllum dongnaiense là một loài thực vật có hoa trong họ Calophyllaceae. Loài này được Pierre mô tả khoa học đầu tiên năm 1885.